# Runcinella thompsoni
Runcinella thompsoni is een slakkensoort uit de familie van de Runcinidae. De wetenschappelijke naam van de soort werd voor het eerst geldig gepubliceerd in 1993 door Ortea & Rodriguez.